# Мы (фильм, 2019)
«Мы» (англ. Us) — американский психологический фильм ужасов режиссёра Джордана Пила. В США фильм вышел 22 марта 2019 года, в России — 28 марта 2019 года.

## Сюжет
В 1986 году маленькая Аделаида Томас смотрит по телевизору рекламу мероприятия Hands Across America. Позже, во время отдыха в парке развлечений в Санта-Круз, девочка отделяется от родителей и заходит в «Дом смеха», аттракцион в виде зеркального лабиринта. В какой-то момент она неожиданно натыкается там на стоящую к ней спиной девочку, которая выглядит в точности как она. Родители находят Аделаиду, но она психологически травмирована и не может говорить.
В настоящее время взрослая Аделаида направляется в свой семейный пляжный домик в Санта-Круз со своим мужем Гейбом Уилсоном и их детьми, Зорой и Джейсоном. Аделаида, помня травматический инцидент из своей юности, опасается поездки; Гейб, стремясь произвести впечатление на своих друзей Джоша и Китти Тайлер, покупает лодку и отмахивается от беспокойства Аделаиды. На пляже Джейсон бредёт прочь и видит мужчину в красном комбинезоне, стоящего в одиночестве на пляже с окровавленными и раскинутыми руками. Он не рассказывает своей семье об этом человеке, но позже рисует его портрет.
Позже той же ночью четверо злоумышленников в красных комбинезонах с ножницами в руках появляются на подъездной дорожке пляжного домика. Гейб пытается запугать незнакомцев, но они нападают на него и вламываются в дом. Глядя на незнакомцев, Уилсоны с ужасом замечают, что те выглядят в точности как они, но в то же время словно представляют собой их порочных антиподов. Ими руководит Ред, двойник Аделаиды. Ред, единственная способная говорить, рассказывает Уилсонам историю девушки, которая жила счастливой жизнью, но у неё была тень, которая всё время страдала — всё, что девушка делала в своей жизни, её тень вынуждена была интуитивно повторять за ней (когда девушка вышла замуж за любимого человека и родила любимых ею детей, её тень вынуждена была аналогично выйти замуж за тень этого человека, которого она не любила, и родить детей, которых она совершенно не хотела). Затем семья разделяется их противоположностями: Аделаида прикована наручниками к столу Ред, Зору преследует из дома Умбра, Гейба вытаскивает на улицу Абрахам, а Джейсон вынужден «играть» с Плутоном в шкафу.
Во время погони за Зорой Умбру прерывает сосед, которого она колет золотыми ножницами; это помогает Зоре сбежать. Гейб убивает Абрахама неисправным двигателем своей лодки, в то время как Джейсон обнаруживает, что Плутон почти точно копирует его действия. Джейсон отвлекает Плутона с помощью фокуса и убегает, запирая Плутона в шкафу. Ред отвлекается на крики Плутона, позволяя Аделаиде вырваться на свободу. Семья перегруппировывается и сбегает на лодке Гейба.
Они добираются до дома Тайлеров, но те к тому моменту уже убиты своими аналогичными двойниками. Уилсоны убивают двойников Тайлеров и включают местные новости, чтобы увидеть, что миллионы двойников, которые называют себя «Связанными», совершают убийства по всей территории Соединённых Штатов. Впоследствии двойники соединяют руки вместе, образуя массивную человеческую цепь, которая, по мнению дикторов, является формой протеста.
Уилсоны уезжают на машине Тайлеров, пока на них не нападает Умбра. Она забирается на капот, после чего сидящая за рулём Зора резко тормозит. Умбру сносит с машины и она погибает от перелома позвоночника. На рассвете Уилсоны прибывают на набережную Санта-Круза, где они находят свою собственную брошенную машину в огне. Появляется Плутон и пытается убить Уилсонов путём поджигания бензиновой дорожки к машине Тайлеров, но Джейсон, помня, что Плутон отражает каждое его движение, заставляет того зайти в пламя от горящей машины Уилсонов, где тот погибает. Затем появляется Ред и похищает Джейсона.
Пока Зора и Гейб переводят дух в заброшенной машине скорой помощи, Аделаида догадывается, что искать сына надо в «Доме смеха». Оттуда она проникает в техническую подсобку, а в ней обнаруживает проход к подземному объекту, переполненному кроликами, где Аделаида находит Ред. Ред рассказывает, что Связанные были созданы правительством США в попытке контролировать общественность (они были задуманы как своего рода кукловоды, в то время как их оригиналы наверху должны были стать их марионетками), но эксперимент провалился, когда обнаружилось, что Связанные не обладают никакой душой, и поэтому их бросили под землёй. В течение многих поколений Связанные находились в ловушке под землёй, ничего не делая, кроме подражания действиям своих оригиналов наверху, пока Ред не организовала их побег. Двое дерутся, и Аделаиде удаётся убить Ред. Она находит Джейсона, спрятанного в соседнем шкафчике, и обещает ему, что всё вернётся в норму.
Семья воссоединяется и уезжает в машине скорой помощи. Когда они уезжают из города, Аделаида вспоминает ночь, когда она впервые встретила Ред в «Доме смеха». Однако на этот раз её воспоминания показывают, что она на самом деле и есть подлинная Ред, и это она вырубила Аделаиду и оставила её в подземном комплексе, заняв её место в поверхностном мире. Когда она вспоминает об этом, Джейсон с опаской наблюдает за ней. В финальном кадре показано, как по всей территории Соединённых Штатов Связанные выстраиваются в длинную цепочку людей.

## В ролях
| Актёр                       | Основной персонаж                   | Двойник персонажа |
| --------------------------- | ----------------------------------- | ----------------- |
| Лупита Нионго               | Аделаида Уилсон (дев. Томас)        | Ред               |
| Мэдисон Карри и Эшли Маккой | Аделаида Уилсон (дев. Томас)        | Ред               |
| Уинстон Дьюк                | Гэбриел «Гейб» Уилсон               | Абрахам           |
| Шахади Райт Джозеф          | Зора Уилсон                         | Умбра             |
| Эван Алекс                  | Джейсон Уилсон                      | Плутон            |
| Элизабет Мосс               | Китти Тайлер                        | Далия             |
| Тим Хайдекер                | Джош Тайлер                         | Текс              |
| Яхья Абдул-Матин II         | Рассел Томас                        | Вейланд           |
| Анна Диоп                   | Рэйн Томас                          | Эрта              |
| Кали и Ноэль Шелдон         | Бекка и Линдси Тайлер               | Ио и Никс         |
| Дьюк Николсон               | Дэнни                               | Тони              |
| Кара Хэйуорд                | Нэнси                               | Сид               |
| Нейтан Харрингтон           | Глен                                | Джек              |
| Дастин Ибарра               | Трой                                | Брэнд             |
| Алан Фрэйзер                | Алан                                | Джеремайя         |
| Джордан Пил                 | умирающий кролик/голос в доме забав | N/A               |

## Отзывы и оценки
Фильм получил высокие оценки кинокритиков. На сайте Rotten Tomatoes — 93 % положительных рецензий на основе 547 отзывов. На Metacritic — 81 балл из 100 на основе 56 рецензий.
По итогам года многие издания включили «Мы» в свои списки лучших фильмов 2019 года.

## Награды и номинации
| Премия                         | Категория                                           | Номинант           | Результат |
| ------------------------------ | --------------------------------------------------- | ------------------ | --------- |
| «Выбор критиков»               | Лучший научно-фантастический фильм или фильм ужасов |                    | Победа    |
| «Выбор критиков»               | Лучшая женская роль                                 | Лупита Нионго      | Номинация |
| «Выбор критиков»               | Лучший молодой актёр или актриса                    | Шахади Райт Джозеф | Номинация |
| «Выбор критиков»               | Лучшая музыка к фильму                              | Майкл Эбелс        | Номинация |
| «Сатурн»                       | Лучший фильм ужасов                                 |                    | Номинация |
| «Сатурн»                       | Лучший режиссёр                                     | Джордан Пил        | Победа    |
| «Сатурн»                       | Лучшая женская роль                                 | Лупита Нионго      | Номинация |
| «Сатурн»                       | Лучший молодой актёр или актриса                    | Эван Алекс         | Номинация |
| «Сатурн»                       | Лучший молодой актёр или актриса                    | Шахади Райт Джозеф | Номинация |
| «Сатурн»                       | Лучший сценарий                                     | Джордан Пил        | Номинация |
| «Сатурн»                       | Лучший монтаж                                       | Николас Монсур     | Номинация |
| «Сатурн»                       | Лучшая работа художника-постановщика                | Рут Де Йонг        | Номинация |
| Премия Гильдии киноактёров США | Лучшая женская роль                                 | Лупита Нионго      | Номинация |